# Hans Schlapmann
Hans Schlapmann (* 30. Dezember 1920 in Stettin; † 1975 in Rostock) war ein deutscher Gebrauchsgrafiker.

## Leben und Werk
Schlapmann war der Sohn des Stettiner Kellners Ernst Schlapmann. Er absolvierte von 1938 bis 1940 in Stettin eine Lehre als Lithograf und Umdrucker. Von 1940 bis 1944 studierte er an der Meisterschule der Kunstgewerbeschule Stettin, an der er dann bis 1945 eine Dozentur hatte. Nach dem Ende des Zweiten Weltkriegs war er 1945 Leiter der Bildpropagandastelle beim Bürgermeisteramt Stettin und Grafiker beim Amt für Kunst und Kultur der polnischen Regierung in Szczecin. Er kam dann, offenbar im Zuge der Vertreibung von Deutschen, in die Sowjetische Besatzungszone. Ab 1946 arbeitete er als Grafiker bei der Schweriner Volkszeitung und von 1948 bis 1951 in Wismar als freischaffender Gebrauchsgrafiker. Von 1951 bis 1968 war er Leiter der Abteilung Gebrauchsgrafik der Fachschule für angewandte Kunst Wismar bzw. ab 1952 der Fachschule für angewandte Kunst Heiligendamm. Einer seiner Schüler war Rainer Dörner. Danach arbeitete er in Wismar wieder freischaffend als Gebrauchsgrafiker. Er war Mitglied der Sektion Gebrauchsgrafik im Verband Bildender Künstler der DDR. Schlapmann gestaltete u. a. Signets und Plakate und schuf Illustrationen, Schutzumschläge und Schriftgestaltung für Bücher des Ernst Wähmann Verlags und des Petermänken-Verlags. Daneben betätigte er sich als freier Maler, Zeichner, Aquarellist und Druckgrafiker, insbesondere als Lithograf, wobei er vor allem Porträts und Landschaftsansichten schuf.
Schlapmanns künstlerischer Nachlass befindet sich in der Kunsthalle Rostock.

## Ausstellungsbeteiligungen
- 1957: Rostock, Stadtmuseum („Junge Generation in Mecklenburg“)
- 1958, 1962/1963 und 1972/1973: Dresden, Vierte[2] und Fünfte Deutsche Kunstausstellung und VII. Kunstausstellung der DDR
- 1972 und 1974: Rostock, Bezirkskunstausstellungen
- 1985: Berlin, Berliner Stadtbibliothek („Marken, Zeichen, Signete der Deutschen Demokratischen Republik“)

## Buchillustrationen (Auswahl)
- Ann-Charlott Settgast: Schuhmacher und Poet dazu. . Roman um Hans Sachs. Petermänken-Verlag, Schwerin 1954
- Hans Schönrock: Mein Freund Chinino. Petermänken-Verlag, Schwerin 1955
- Edmund Schroeder: Schwerin. Skizzen aus einer alten Stadt. Petermänken-Verlag, Schwerin 1954
- Max Wiegandt: Wismar. Stadt und Hafen. Petermänken-Verlag, Schwerin 1955
- Edmund Schroeder: Mein Mecklenburger Land. Bild einer deutschen Landschaft. Petermänken-Verlag, Schwerin 1957
- Ann-Charlott Settgast: Mit Jakobsstab und Enterbeil. Petermänken-Verlag, Schwerin 1964